# 연성 나들목
연성 나들목(Yeonseong IC)은 경기도 시흥시 하중동에 설치된 제3경인고속화도로의 교차로이다.

## 연혁
- 2010년 8월 1일: 제3경인고속화도로 완전 개통과 함께 연성 요금소를 600원의 통행 요금으로 책정함.[1]

## 구조물 정보
- 위치: 경기도 시흥시 하중동
- 제삼경인고속도로 연성영업소: 경기도 시흥시 시흥대로 623-36 (하중동)